# 森源电气
河南森源电气股份有限公司（深交所：002358，简称：森源电气）是一家生产中、低压开关成套设备、断路器元件及其配件，中压户内隔离开关和SAPF有源滤波装置等电力电子与智能电器设备的上市公司。位于长葛市人民路北段。

## 简介
公司成立于2000年10月30日，2010年2月10日在深圳证券交易所上市。
作为一家国家重点高新技术企业，公司是中国电器工业协会高压开关分会常务理事单位、中国电器工业协会电力电子分会副理事长单位、全国电力电子百强企业。拥有博士后科研工作站、河南省中压输配电装置工程技术研究中心、省级企业技术中心。自1998年来先后通过ISO9001（质量）、ISO14001（环境）、OHSAS18001（安全）国际标准认证。
2000年以来曾承担的重点项目有：国家重大电力装备自主化专项、国家新型电力电子器件产业化专项、国家火炬计划项目、河南省高新技术产业化重点项目、河南省重大科技攻关项目和杰出人才创新基金项目。共获得250多项专利授权。

## 荣誉
2005年以来先后获得以下荣誉：
- “全国企事业知识产权试点单位”
- “河南省优秀民营企业”
- “河南省知识产权优势企业”
- “河南省民营科技企业五十强”
- “河南省首批创新型示范企业”
- “河南省工业行业突出贡献奖”
- “全国制造业信息化应用领先奖”
- “大众证券杯最佳中小板上市公司”